# Skippers Corner
 (mai 2025).
Skippers Corner est une census-designated place située dans le comté de New Hanover, dans l’État de Caroline du Nord, aux États-Unis. Lors du recensement de 2020, elle comptait 2 912 habitants.